# 索瑪爾
索瑪爾 Salmar，是英國作家約翰·羅納德·鲁埃爾·托爾金的史詩式奇幻小說《精靈寶鑽》中的人物。邁雅之一，烏歐牟之僕人，他用大海螺造成大號角烏露莫瑞 Ulumúri，烏歐牟用以吹奏音樂。